# Kasaï-Oriental

Kasaï-Orientals läge i Kongo-Kinshasa.

Kasaï-Oriental är en provins i Kongo-Kinshasa, som bildades ur det tidigare distriktet Tshilenge i provinsen Kasaï-Oriental enligt planer i den nya konstitutionen 2006, genomförda 2015. Huvudort är Mbuji-Mayi. Officiellt språk är franska och största språk tshiluba. Provinsen har 3,8 miljoner invånare[när?] (FN:s uppskattning) på en yta av 9 481 km².
Provinsen är mycket rik på diamanter. Den hörde till utbrytarstaten Sydkasai under Kongokrisen.
Kasaï-Oriental delas administrativt in i Kabeya-Kamwanga, Katanda, Lupatapata, Miabi och Tshilenge.